# 哥力各台吉
哥力各台吉（?—?），蒙文史籍称作古鲁格台吉，孛儿只斤氏。16世纪蒙古右翼土默特部領主，达延汗第三子巴尔斯博罗特之孙，俺答汗的第六子。
哥力各领有土默特所属的达拉特部，于是又称打郎台吉、打喇台吉。哥力各台吉在山西大同得胜堡塞外三百余里处的垛兰我肯山后驻牧，与明朝互市于得胜堡，他的儿子：打剌阿拜台吉。打剌阿拜台吉四子：班慢台吉、也林金台吉、打赖台吉、山阿儿架台吉。班慢台吉之子班的思克台吉。 